# Stapferhaus
Het Stapferhaus is een museum in de Zwitserse stad Lenzburg.
Het museum begon in 1960 met een serie lezingen en conferenties die werden gehouden in Kasteel Lenzburg. Vanaf 2002 kreeg het een permanente tentoonstelling in het arsenaal van Lenzburg en in 2018 kreeg het museum zijn eigen museumgebouw.  Het museum probeert een dialoog the bewerkstelligen tussen de toeschouwers en de huidige maatschappij. In 2020 werd het uitgeroepen tot Europees museum van het jaar. 